# Lomer Gouin

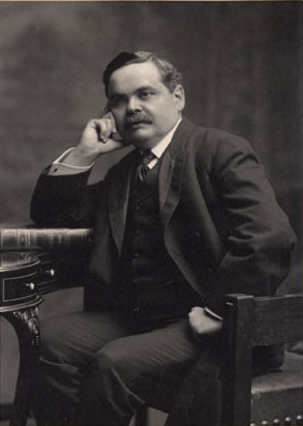
Lomer Gouin (1910)

Sir Jean Lomer Gouin, PC, KCMG (* 19. März 1861 in Grondines, Provinz Québec; † 28. März 1929 in Québec) war ein kanadischer Politiker. Ab 1897 gehörte er der Nationalversammlung von Québec an. 1905 übernahm er den Vorsitz der Parti libéral du Québec, führte diese zum Wahlsieg und war bis 1920 Premierminister der Provinz Québec. 1921 wurde er als Justizminister in das liberale Bundeskabinett berufen und war bis 1925 Abgeordneter des Unterhauses. Die letzten drei Monate seines Lebens amtierte er als Vizegouverneur von Québec.

## Biografie
Gouin, der Sohn eines Arztes, studierte Recht an der Université de Laval in Montreal. Sein Praktikum absolvierte er bei John Abbott, dem späteren Premierminister Kanadas, und beim ehemaligen Justizminister Rodolphe Laflamme. 1884 erhielt er die Zulassung als Rechtsanwalt. Zu seinen Kanzleipartnern gehörte Louis-Olivier Taillon, späterer zweifacher Premierminister Québecs. 1888 heiratete er Élisa Mercier, die Tochter des amtierenden Quebecer Premierminister Honoré Mercier.
Erste politische Erfahrungen sammelte Gouin als liberaler Kandidat bei der Unterhauswahl 1891, wobei er im Wahlbezirk Richelieu dem langjährigen Minister Hector-Louis Langevin unterlag. Für die Parti libéral du Québec war er hingegen 1897 bei der Wahl zur Nationalversammlung von Québec erfolgreich. Simon-Napoléon Parent berief Gouin im Oktober 1900 in die Provinzregierung, als Minister für Kolonisierung und staatliche Bauvorhaben. Parent geriet aufgrund von Korruptionsvorwürfen parteiintern unter massiven Druck. Zusammen mit zwei anderen Ministern trat Gouin im Februar 1905 zurück und brachte damit Parent einen Monat später zu Fall.
Vizegouverneur Louis-Amable Jetté beauftragte Gouin mit der Bildung einer neuen Regierung. Er übernahm den Parteivorsitz und trat am 23. März 1905 das Amt des Premierministers an. Im Verlaufe seiner fünfzehnjährigen Amtszeit gelang es Gouin, die Einnahmen der Provinz um fast das Vierfache zu erhöhen – durch Bundessubventionen, höhere Rodungsgebühren und den Verkauf von Wassernutzungsrechten an Elektrizitätswerke. Zwar stiegen auch die Ausgaben ähnlich stark an, doch gelang es der Regierung, jedes Jahr einen Überschuss zu erwirtschaften und Schulden abzubauen. Zweimal konnte Québec weite Teile der Nordwest-Territorien übernehmen: Am 13. Juni 1898 wurde das Gebiet bis zur Küste der James Bay der Provinz geschlagen, am 15. Mai 1912 der Ungava-Distrikt im Norden Labradors.
Gouins Regierung war sehr am Ausbau des Bildungswesens interessiert. Neben der Gründung zahlreicher Normalschulen für Mädchen lag der Schwerpunkt vor allem beim Ausbau der technischen und wissenschaftlichen Bildung. Es entstanden polytechnische Schulen in den Städten Montreal und Québec, 1910 nahm die die École des hautes études commerciales in Montreal ihren Betrieb auf. Zwar schränkte Gouin den Verkauf von Alkohol ein, doch lehnte er eine umfassende Prohibition ab. Auf Druck kirchlicher Kreise musste die Regierung jedoch 1919 ein strenges Prohibitionsgesetz erlassen. Dieses erwies sich dann aber als nicht durchsetzbar, weshalb nach kurzer Zeit weniger einschneidende Regelungen in Kraft traten. Die Einführung des Frauenwahlrechts lehnte er entschieden ab, ebenso die Einführung der Wehrpflicht während des Ersten Weltkriegs.
Nachdem Gouin 1919 zum fünften Mal in Folge einen überwältigenden Wahlsieg gefeiert hatte, bestimmte er Louis-Alexandre Taschereau zu seinem Nachfolger und trat am 8. Juli 1920 zurück. Taschereau revanchierte sich, indem er ihn 1921 zum Mitglied des Legislativrates ernannte. Dieses Amt hatte er nur wenige Monate inne. Er trat als Kandidat der Liberalen Partei Kanadas zur Unterhauswahl 1921 an und siegte im Wahlbezirk Laurier–Outremont, mangels Gegenkandidaten per Akklamation. Premierminister William Lyon Mackenzie King nahm ihn im Dezember 1921 als Justizminister ins Bundeskabinett auf.
Im Kabinett war Gouin zunehmend isoliert, da er gegen die Senkung der Zolltarife war, die von den Farmern im Westen Kanadas gefordert wurden. Schließlich gab er zu Beginn des Jahres 1924 seinen Rücktritt als Minister bekannt. 1925 verzichtete er auf eine Wiederwahl als Unterhausabgeordneter und widmete sich danach unternehmerischen Aktivitäten. Mackenzie King weigerte sich mehrmals, Gouin zum Senator zu ernennen. Nach vier Jahren stimmte er jedoch zu, ihn stattdessen zum Vizegouverneur von Québec zu machen. Am 10. Januar 1929 wurde Gouin von Generalgouverneur Lord Willingdon vereidigt. Knapp drei Monate später starb er an einem heftigen Angina-Anfall und wurde auf dem Friedhof Notre-Dame-des-Neiges in Montreal beigesetzt.
Nach Lomer Gouin benannt sind unter anderem der Gouin-Stausee und der Boulevard Gouin, die längste Straße auf der Île de Montréal. Seine Söhne Léon Mercier Gouin und Paul Gouin sowie sein Neffe Gaspard Fauteux waren ebenfalls bekannte Politiker.